# Das deutsche Kirchenlied
Das deutsche Kirchenlied (kurz DKL) ist ein wissenschaftliches Editionsunternehmen, das es sich zur Aufgabe gesetzt hat, die Melodien deutscher Kirchenlieder zu sichten, zu sammeln und in Buchform herauszugeben. Das Werk wurde 2008 mangels Fördermitteln vorzeitig abgeschlossen.

## Gliederung
Die Edition gliedert sich in drei Abteilungen:
- Abteilung I: Verzeichnis der Drucke

Bibliographie der gedruckten musikalischen Quellen des deutschen Kirchenliedes von den Anfängen bis 1800.
Herausgegeben von der Internationalen Gesellschaft für Musikwissenschaft und der Internationalen Vereinigung der Musikbibliotheken. Erschienen im Rahmen des Répertoire International des Sources Musicales (RISM). 
- Abteilung II: Gesamtausgabe der Melodien aus handschriftlichen Quellen

In Zusammenarbeit mit dem Institut für hymnologische und musikethnologische Studien e. V. Köln, der Arbeitsstelle Maria Laach und der Zentralbibliothek Zürich.
- Abteilung III: Gesamtausgabe der Melodien aus gedruckten Quellen

Die Melodien sind nach dem Erstdruck ediert; Verbreitungen und Lesarten werden vollständig erfasst. Die Gliederung erfolgt chronologisch nach Quellengruppen (Autorendrucke, Liederblätter, Mehrstimmige Sammelwerke, Agenden und Gesangbücher). Herausgegeben von der Gesellschaft zur wissenschaftlichen Edition des deutschen Kirchenliedes e. V. Bärenreiter-Verlag

## Arbeiten der Abteilung III
Durch die Abteilung III der Unternehmung Das Deutsche Kirchenlied wird die wissenschaftlich-kritische Gesamtausgabe aller gedruckter Melodien mit einem deutschen geistlichen Text von den Anfängen (etwa 1481) bis zum Jahre 1610 besorgt. (Mit dem Jahr 1610 ist die groß angelegte, neunbändige Sammlung Musae Sioniae des Michael Praetorius abgeschlossen.) Grundlage der Edition sind die etwa 1.650 Drucke dieses Zeitraumes, wie sie in der Bibliographie der Abteilung I aufgeführt sind. Sie enthalten etwa 4.800 unterschiedliche Melodien und Melodiefassungen, überwiegend einstimmig, aber auch im mehrstimmigen Satz. Eine solche Materialfülle ist für eine thematisch eingegrenzte Edition einzigartig; und bei einem Zeitraum von gut fünf Generationen begegnet sie in größter Vielfalt. Auch das Schicksal der einzelnen Melodien ist denkbar unterschiedlich. So gehört ein nicht unbeträchtlicher Teil der edierten Lieder zum Kernbestand des lutherischen, reformierten und katholischen Gesangsgutes und wurde bis 1610 bereits mehrere hundert Male gedruckt. Auf der anderen Seite fehlt es auch nicht an Melodien, die durch DKL III seit ihrem Erscheinen überhaupt erstmals wieder erfasst werden. 
Die Edition wurde in Noten- und Textbände unterteilt. In den Notenbänden sind die Weisen nach ihren jeweils ältesten Drucken mit der ersten Strophen der dortigen Texte vorgelegt. Ein Vorspann veranschaulicht die Notation der Quelle und das gewählte Übertragungsverhältnis. In den Kommentarbänden wird über die Drucke und Melodien unterrichtet. (Dabei fallen auch Ergänzungen und Korrekturen zur Bibliographie DKL I an, deren Erscheinen ja über drei Jahrzehnte zurückliegt.) Die Drucke sind auf die Edition ausgerichtet beschrieben; und jede einzelne der Melodien enthält einen in sich geschlossenen Kritischen Kommentar. Dort wird zunächst die Übertragung selbst bedacht und mit den nötigen Zusatzangaben versehen (genauem Quellennachweis; Überschrift; etwaige Eingriffe in die Quelle usw.); anschließend sind sämtliche Nachweise, Varianten und Texte der Melodien in den Drucken des Editionszeitraumes erfasst. Ferner wird über etwaige Vorgängermelodien unterrichtet. Solche kommen gleichfalls sehr unterschiedlich zum Tragen, ihr Spektrum reicht von unveränderten, schlichten Umtextierungen bis zu Abwandlungen an der Grenze zur Auflösung. Endlich werden die umfassenden Literaturangaben dem Benutzer willkommen sein.
Zur Bewältigung der erheblichen Probleme der Anordnung und Darstellung, die Masse und Vielfalt des Materials zwangsläufig aufwerfen, sind die Drucke acht inhaltlichen Gruppen zugewiesen; zum Teil sind diese noch weiter untergliedert. Für deren Bezeichnung und die Bezeichnung dann der Melodien wurde ein neues, eigenes Sigelsystem entwickelt, das in der einschlägigen Forschung bereits Fuß gefasst hat. Die einzelnen Bände betreffen in chronologischer Abfolge verschieden große Ausschnitte des Editionszeitraumes; anders als die folgenden Bände ist der umfangreiche Bd. 1 in drei Lieferungen und einen Registerband gegliedert. Bd. 1–4 sind erschienen; ein zusammenfassender Kommentarband und ein Register für die Bände 2–4 haben das Unternehmen inzwischen abgeschlossen.

## Erschienene Bände
- Band 1., Verzeichnis der Drucke
  - Teil 1 (= RISM B/VIII/1). 1975, ISBN 3-7618-0490-3
  - Teil 2: Register (= RISM B/VIII/2). 1980, ISBN 3-7618-0690-X
- Abteilung 2., Geistliche Gesänge des deutschen Mittelalters : Melodien und Texte handschriftlicher Überlieferung bis um 1530 
  - Band 1., Gesänge A–D : (Nr. 1–172). 2003, ISMN 979-0-006-49602-0 (Suche im DNB-Portal)
  - Band 2., Gesänge E–H : (Nr. 173–330). 2004, ISMN 979-0-006-49595-5 (Suche im DNB-Portal)
  - Band 3., Gesänge I–M : (Nr. 331–536). 2009, ISMN 979-0-006-49645-7 (Suche im DNB-Portal)
  - Band 4., Gesänge N–Z und Nachträge (Nr. 537–813). 2018, ISMN 979-0-006-49646-4 (Suche im DNB-Portal)
  - Band 5., Zyklische Sammlungen. 2005, ISMN 979-0-006-49644-0 (Suche im DNB-Portal)
  - Band 6., Kritischer Bericht zu Gesänge A–H : (Nr. 1–330). 2004, ISMN 979-0-006-49643-3 (Suche im DNB-Portal)
  - Band 7., Kritischer Bericht zu Gesänge I–Z und Nachträge (Nr. 331–813), Kritischer Bericht zu Zyklischen Sammlungen (Bd. 5). 2018, ISMN 979-0-006-49647-1 (Suche im DNB-Portal)
  - Band 8., Quellen- und Literaturverzeichnis, Register, Konkordanzen. 2019, ISMN 979-0-006-49648-8 (Suche im DNB-Portal)
- Abteilung 3., Die Melodien aus gedruckten Quellen bis 1680
  - Band 1: Die Melodien bis 1570:
    - Teil 1: Melodien aus Autorendrucken und Liederblättern. ISMN 979-0-006-48975-6 (Suche im DNB-Portal)
    - Teil 2: Melodien aus mehrstimmigen Sammlungen, Agenden und Gesangbüchern I. ISMN 979-0-006-49597-9 (Suche im DNB-Portal)
    - Teil 3, Melodien aus Gesangbüchern, II. 1998, ISMN 979-0-006-49593-1 (Suche im DNB-Portal)

  - Band 2., Die Melodien 1571–1580. 2002, ISMN 979-0-006-49649-5 (Suche im DNB-Portal).
  - Band 3., Die Melodien 1581–1595. Notenband. 2005, ISMN 979-0-006-49652-5 (Suche im DNB-Portal)
  - Band 3., Die Melodien 1581–1595. Textband. 2005, ISMN 979-0-006-49653-2 (Suche im DNB-Portal)
  - Band 4., Die Melodien 1596 bis ca. 1610. Notenband. 2009, ISMN 979-0-006-49657-0 (Suche im DNB-Portal)
  - Band 4., Die Melodien von 1596 bis ca. 1610. Textband. 2009, ISMN 979-0-006-49656-3 (Suche im DNB-Portal)
  - Band 3–4., Abschließender Kommentarband. 2009, ISMN 979-0-006-49658-7 (Suche im DNB-Portal)
  - Band 2–4., Abschließender Registerband zu EdK 2–4. 2010, ISMN 979-0-006-49659-4 (Suche im DNB-Portal)